# Authie (Calvados)
Authie (Authieⓘ) – miejscowość i gmina we Francji, w regionie Normandia, w departamencie Calvados.
Według danych na rok 1990 gminę zamieszkiwało 780 osób, a gęstość zaludnienia wynosiła 243 osoby/km² (wśród 1815 gmin Dolnej Normandii Authie plasuje się na 292. miejscu pod względem liczby ludności, natomiast pod względem powierzchni na miejscu 1025.).